# Мармоль, Хосе
Хосе́ Ма́рмоль (исп. José Mármol; 2 декабря 1817, Буэнос-Айрес — 9 августа 1871, там же) — аргентинский писатель, журналист, политик. 

## Биография
Мармоль изучал право в университете Буэнос-Айреса, с 1838 года участвовал в тайном обществе «Молодая Аргентина», которое ставило своей целью свержение диктатора Хуана Мануэля де Росаса. В 1839 году за оппозиционную деятельность был арестован, после освобождения в 1840 году вынужден был покинуть страну, поселившись в Монтевидео (Уругвай). Через три года Монтевидео был осаждён войсками Росаса и его союзника Мануэля Орибе, и Мармоль переехал в Рио-де-Жанейро (Бразилия). В феврале 1843 года была совершена попытка перебраться в Чили по морю, но из-за начавшегося шторма она оказалась неудачной. Через два года Мармоль вернулся в Монтевидео.
Поражение Росаса в сражении у Монте-Касерос в 1852 году позволило Мармолю после 13 лет изгнания вернуться в Аргентину. Он был избран сенатором и позже депутатом от провинции Буэнос-Айрес. Работал также полномочным представителем в Чили и Бразилии. В 1858 году стал директором Национальной библиотеки Аргентины (Буэнос-Айрес), возглавлял её до 1871 года. К концу жизни ослеп.

## Творчество
В Монтевидео Мармоль основал три журнала («La Semana» и др.), участвовал в создании многих других изданий. Заслужил репутацию яростного критика Росаса и его сторонников и прозвище «verdugo poético de Rosas» («поэтический палач Росаса»). 
В 1847 году в Уругвае были опубликованы 6 из 12 частей автобиографической поэмы «Песни скитальца». Лирика Мармоля собрана в книге стихов «Гармонии» (1851), опубликованной впервые в Уругвае. Мармоль написал также пьесы «Поэт» и «Крестоносец».
Самое известное произведение Мармоля — исторический роман «Амалия» (1851—1855). Первая часть была издана в 1851 году, вторая — после возвращения на родину. В романе описывается время диктатуры Росаса. На фоне трагических событий, происходивших в стране, показана романтическая история любви Амалии и заговорщика Эдуардо Бельграно. В 1914 году на основе романа был снят первый полнометражный аргентинский фильм «Амалия», в 1936 году вышел римейк фильма «Амалия», в 1967 по роману был снят телевизионный фильм.

## Публикации на русском языке
- Амалия. М., 1961